# جو كوك
جو كوك (بالإنجليزية: Joe Cook)‏ هو ممثل أمريكي، ولد في 29 مارس 1890، وتوفي في 15 مايو 1959.

## وصلات خارجية
- جو كوك على موقع IMDb (الإنجليزية)
- جو كوك على موقع قاعدة بيانات برودواي على الإنترنت (الإنجليزية)
- جو كوك على موقع قاعدة بيانات برودواي على الإنترنت (الإنجليزية)
- جو كوك على موقع قاعدة بيانات الفيلم (الإنجليزية)